# Men Must Fight
Bărbații trebuie să lupte (titlu original: Men Must Fight) este un film SF dramatic  anti-război american din 1933 regizat de Edgar Selwyn. În rolurile principale joacă actorii Diana Wynyard și May Robson.

## Distribuție
- Diana Wynyard ca Laura Mattson Seward
- Lewis Stone ca Edward "Ned" Seward
- Phillips Holmes ca Bob Seward
- May Robson ca Maman Seward
- Ruth Selwyn ca Peggy Chase, Bob's fiancée
- Robert Young ca Lt. Geoffrey Aiken
- Robert Greig ca Albert, the Sewards' butler
- Hedda Hopper ca Mrs. Chase, Peggy's mother
- Don Dillaway ca Lt. Steve Chase, Peggy's brother (menționat ca Donald Dilloway)
- Mary Carlisle ca Evelyn, Steve's fiancée
- Luis Alberni ca Soto